# مقاطعة بيركلي (فرجينيا الغربية)
مقاطعة بيركلي هي مقاطعة في فيرجينيا الغربية، بلغ عدد سكانها 104٬169  نسمة، في 2010، عاصمتها مرتينسبورغ، تبلغ مساحتها 833 كيلومتر مربع.

## الموقع
تشترك في الحدود مع:
- مقاطعة جيفرسون (فرجينيا الغربية)
- مقاطعة واشنطن.

## أعلام
- فيليكس جراندي
- بي. راسيل ميرفي
- ويليام كراوفورد
- ديفيد دود
- ماغنوس تيت
- ويليام روبنسون لي